# 겨울나무
《겨울나무》는 1989년 3월 17일에 방영한 KBS 드라마게임이다.

## 줄거리
- 재경은 어려서 부모를 여의고 모진 고생을 해가며 동생 재일을 대학에 진학시키고, 지금은 셋방살이를 하며 미장원에서 일한다.
- 같은 집에서 셋방살이를 하고 있는 장민우는 아내가 떠난 후 딸을 키우며 밤업소에서 섹소폰 연주자로 생활하고 있다.
- 재경은 마음이 여려 그들 부녀를 동정하며 돕게 되고, 자기를 잘 따르는 진아를 사랑한다.
- 군에서 제대하고 누나와 같이 살게 된 동생 재일은 장민우에게 누나 곁을 떠나달라 부탁하고, 민우는 딸을 데리고 급히 이사를 간다.
- 하지만 진아는 엄마처럼 따르던 재경이 보고싶어 혼자 찾아온다.
- 재경은 진아를 데려가기 위해 찾아온 민우에게 진아엄마가 되겠다고 말하고, 재일은 이런 누나의 행동을 안타까워한다.

## 등장 인물

### 주요 인물
- 권재희 : 재경 역
- 임혁 : 장민우 역
- 선우재덕 : 재일 역 - 재경의 동생

### 그 외 인물
- 한진주
- 전원주 : 주인집 아줌마 역
- 박현정
- 안형식
- 강규영
- 채행아
- 최형선 : 진아 역 - 민우의 딸

## 토론
- 진행자 : 김재원